# قطار القدس الخفيف
قطار القدس الخفيف (بالعبرية: הרכבת הקלה בירושלים، "هركيڤيت هكلاه بيروشلايم")، هو أول مشروع لشبكة سكك حديدية خفيفة في إسرائيل. تضم الشبكة ثلاثة خطوط مُعتمدة في القدس، منها خط واحد قائم (الأحمر) وخطان قيد الإنشاء. وُضِعَت الخطة الرئيسية في عام 1995 في عهد رئيس البلدية إيهود أولمرت، ووافقت عليها الحكومة الإسرائيلية في 1998. بدأت أعمال البنية التحتية في عام 2000، وكان من المقرر إتمامها بحلول عام 2006. إلا أن الخط الأول من المشروع اُفتتح للجمهور في 19 آب (أغسطس) 2011.
يبلغ طول الخط الأحمر نحو 13.8 كلم، ويشمل 23 محطة؛ الأولى في بسغات زئيف والأخيرة في جبل هرتسل. ويبلغ متوسط عدد الركاب اليومي على متن القطار حوالي 145 ألف راكب. تُنفذ حاليًا أعمال تمديد الخط الأحمر ليشمل حي نافيه يعقوب شمالًا ومستشفى هداسا عين كارم جنوبًا. كما تم الشروع في تنفيذ خطين جديدين، هما الخط الأخضر والخط الأزرق في عام 2019. كانت شركة "سيتي باس" أول شركة تدير القطار الخفيف في القدس، وذلك بعد فوزها بمناقصة إنشاء وتشغيل الخط الأحمر في تشرين الأول (أكتوبر) 2002. وفي آب (أغسطس) 2019، اختيرت شركة "كفير" في مناقصة لتحل محل شركة سيتي باس في تشغيل الخط الأحمر، كما فازت في إطار المناقصة بتنفيذ تمديد الخط الأحمر، وإنشاء وتشغيل الخط الأخضر.
من المتوقع أن يكون الخط الأزرق (راموت-غيلو) أطول خط من حيث عدد المحطات، حيث سيضم 53 محطة، يليه الخط الأخضر (جبل المشارف-غيلو) بِـ 36 محطة. في النهاية، من المخطط أن تضم شبكة القطار الخفيف في القدس حوالي 10 خطوط، تستند إلى جميع التوسعات المخطط لها للخطوط الرئيسية مع حوالي 70 محطة، و 160 عربة (حوالي 80 قطارًا) و 70 كيلومترًا من السكك الحديدية (بعض السكك والمحطات مشتركة بين عدة خطوط). وتهدف هذه الشبكة إلى نقل ما يقارب 500 ألف راكب يوميًا عبر جميع خطوط القطار الخفيف في المدينة.
في نيسان (أبريل) 2021، بدأت "كفير" تشغيل الخط الأحمر خلفًا لشركة سيتي باس. ستقوم شركة "كاف" الإسبانية -بموجب شروط المناقصة التي فازت بها- بتزويد شبكة قطار القدس بـ 114 عربة قطار خفيف من طراز CAF Urbos 100 وأنظمة إدارة ومراقبة، كما ستقوم بتحديث 46 من عربات الترام القديمة. بالإضافة إلى ذلك، سيتم بناء مركزين جديدين كبيرين للصيانة (مستودع) وتوسيع مركز الصيانة في التلة الفرنسية. ستكون شركة كفير مسؤولة عن تشغيل الخط الأحمر والخط الأخضر، لكنها لم تفز بمناقصة إنشاء وتشغيل الخط الأزرق، الذي سيتم إنشاؤه على يد شركة Jtrain المملوكة لشركة "دان" وشركة "دينيا سيبوص" وشركة "كومسا" الإسبانية.

## تاريخ
في العصور القديمة كانت تقع القدس على طريق الآباء (بالإنجليزية: Way of the Patriarchs) في موقع مركزي بين طريق البحر (على طول الساحل الغربي) والطريق الملوكي (شرق نهر الأردن). كانت تؤدي الطرق الرئيسية الأولية إلى أبواب البلدة القديمة مثل باب الخليل وباب العامود. وعلى طول هذه الطرق نمت المدينة عندما توسعت خارج أسوار البلدة القديمة في القرن التاسع عشر. مثل طريق يافا الممتدة غربًا باتجاه السهل الساحلي، وطريق الآباء الممتدة شمالًا إلى رام الله ونابلس ودمشق، وجنوبًا إلى بيت لحم والخليل، وطريقٌ أُخرى ممتدة شرقًا إلى أريحا.
أُولَى الخُطَط لترامٍ كهربائي كانت في عام 1892 وضعها المهندس اليوناني اللبناني جورج فرنجي، وهو الذي شارك في تخطيط خط سكك حديد يافا-القدس. في عام 1910 نشرت السلطات العثمانية مناقصة لترام.
في عام 1918 بنى الجيش البريطاني نظامًا للسكك الحديدية ربط محطة سكك حديد القدس – يُشار إليها الآن باسم المحطة الأولى – مع البيرة على مشارف رام الله.
في السبعينيات عندما تصاعد الازدحام المروري في وسط المدينة، نوقشت مقترحات لتوسيع الطرق الرئيسية. في عام 1996 وافقت الحكومة على خطط جديدة لشبكة متكاملة تعتمد على النقل السريع، بما في ذلك نظامي السكك الحديدية الخفيفة والنقل السريع بالحافلات.

## الإنشاءات
في سنوات التسعينيات تم اقتراح نظام قطار خفيف كوسيلة نقل عام أسرع وأقل تلويثًا تمر عبر قلب المدينة، وأيضًا لوقف تدهور بعض المناطق المركزية. شكلت سيتي باس تحالفًا خصيصًا لهذا، وكسبت امتياز بناء وتشغيل الخط رقم 1 (الخط الأحمر) لمدة 30 سنة. تتكون سيتي باس من الممولين هارئيل للاستثمارات (20%) بولار للاستثمارات (17.5%) وصندوق البنية التحتية الإسرائيلي (10%) وشركات التصنيع أشتروم (27.5%) ألستوم (20%) بالإضافة إلي مشغلي الخدمة كونيكس (5%).
بعد ضغوطٍ سياسية في أوروبا قررت شركة فيوليا التخلي عن حصتها في سيتي باس. فعرضت بيع حصتها وأسهمها لشركة دان لكنها رفضت بسبب افتقارها إلى الخبرة المطلوبة. في حين أن شركة إيجد -الشركة المنافسة لدان- وافقت على شراء حصة فيوليا. أبرمت فيوليا اتفاقًا مع إيجد ينص على أن تقدم لها خدمات استشارية حتى تكتسب الخبرة اللازمة. بعد هذا الاتفاق رفعت دان دعوة قضائية ضد فيوليا.
بدأت شركة ترامواي هولندا (DTC) بأعمال إنشاء الخط رقم 1 في عام 2002. مع 23 محطة وسكة حديد قياسية (4 أقدام و8 1⁄2 إنش) بمسارٍ ثُنائي بطول 13.8 كيلومتر (8.6 ميل). تمتدُ السكة من مستوطنة بسغات زئيف شمال شرق القدس جنوبًا على طول طريق رقم 1 إلى شارع يافا. ومن هُناك تمتد غربًا إلى محطة الحافلات المركزية وتستمر السكة إلى الجنوب الغربي مرورًا بجسر الأوتار على طول شارع هرتسل إلى حي بيت هكيرم وانتهاءً عند جبل هرتسل. أُجري أول اختبار لهذا المسار في 24 فبراير 2010.

### تأخيرات الافتتاح
تم تأجيل افتتاح القطار الخفيف أربع مرات، حيث كان الموعد الأولي للافتتاح في يناير 2009، حيث تم تأجيله إلى أغسطس 2010 بسبب مشكلة متعلقة بالتمويل ونقصٌ في عدد الموظفين. وعندما أُعلن أن الإشارت الضوئية للقطار الخفيف غير مُتزامنة مع نظام إشارات المرور الضوئية للمركبات، أُعطيت شركة «سيتي باس» مُهلةً حتى أبريل 2011، لكن بعد استمرار المُشكلة وإضافةً إلى قضايا السلامة الأُخرى التي لم تُحل بعد قُرر أن يكون الافتتاح في أغسطس 2011. حينها بدأت الخدمة دون إعطاء القطار حق الأولوية عند تقاطعه مع إشارات المرور الضوئية للمركبات. نتيجةً إلى ذلك زادت مدة الرحلة الكاملة من 42 دقيقة كما كان مُخطط له إلى 80 دقيقة.
عندما بدأ القطار الخفيف العمل في 19 أغسطس 2011 كانت هُناك مشكلات في تكييف الهواء والكهرباء والاتصالات. واحدة من هذه المُشكلات جعلت القطار يختفي فجأةً ثم يظهر مرةً أُخرى على شاشات مركز التحكم قُرب مستوطنة التلة الفرنسية. بالإضافة إلى هذه الحوادث، فقد اِنهارَ نظام التذاكر المُحوسب قبل أيام قليلة من الافتتاح. بعد جلسةٍ بين شركة سيتي باس والمسؤولين الحكوميين تقرر أن يبدأ القطار بعملية تشغيل محدودة في مواعيد محددة. خلال الفترة التجريبية، تم تشغيل 14 قطارًا فقط من بين 21 قطارًا، كانت تغادر كل 21 دقيقة، وكان السفر مجانيًا. أصبحت الخدمة كاملة الإيرادات في 1 ديسمبر 2011.

### التنمية على طول المسار

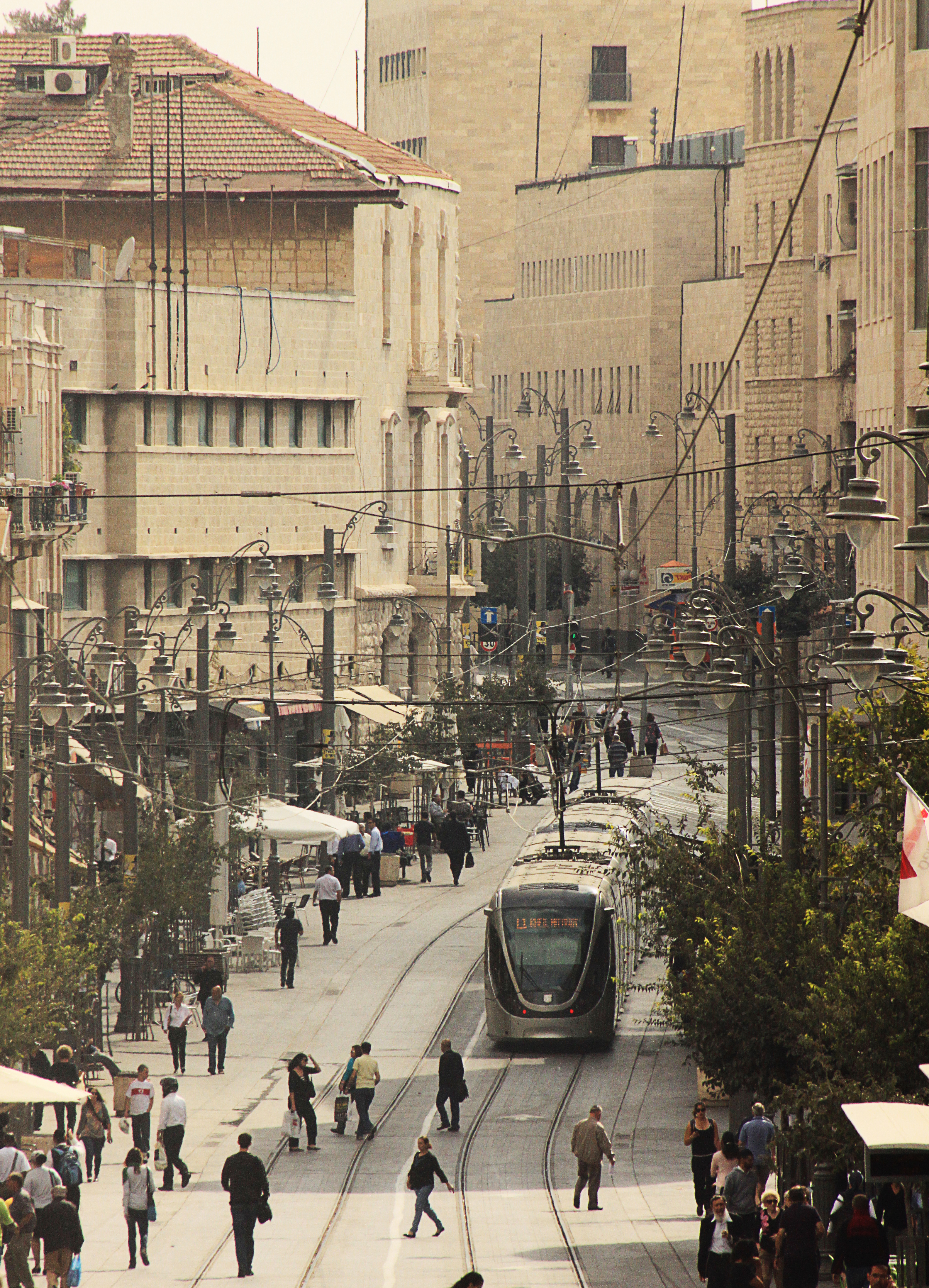
القطار الخفيف في شارع يافا في 26 أكتوبر 2011.

كجزء من مشروع القطار الخفيف ثبتت سيتي باس إشارات ضوئية صديقة للمكفوفين على طول المسار. كما طُورت العديد من الأماكن مثل ميدان هدفيدكا. في أواخر عام 2009 زُرعت الأشجار على طول الخط. كانت الأنواع المُختارة من الأشجار تلك المُناسبة لمناخ القدس، حيث تكون قوية كفاية لتحمل فصل الشتاء البارد وتوفر الظل في الصيف. زُرعت أكثر من 3,500 شجرة على طول المسار بين عامي 2009 و2011. يشملُ أجناس هذه الأشجار الدُلب، المُران وأنواع من السنديان. لكن في مارس 2011 اعترضت وزارة النقل على وجود أشجار مجاورة للمسار مُدعيةً أنها تشوش الرؤية.

### جسر الأوتار
هو جسر ذو صاري مدعوم بكوابل من تصميم المهندس المعماري الإسباني سانتياغو كالاترافا. بُني الجسر ضمن مشروع القطار الخفيف عند أكثر مداخل القدس استخدامًا في حي كريات موشيه. يحملُ الجسر القطار الخفيف جنبًا إلى المُشاة. حيث أُلحق بالجسر جانبًا زُجاجيًا مُخصصًا لعبور المُشاة يُمكّنهم من العبور دون عائق من منطقة كريات موشيه إلى أراضي محطة الحافلات المركزية. بلغت تكلفة الجسر حوالي 70 مليون دولار (246 مليون شيكل)، وافتتح في 25 يونيو 2008.

## خطط التوسيع
تُخطط بلدية القدس لإنشاء ثمانية خطوط للسكك الحديدية الخفيفة والنقل السريع بالحافلات في أنحاء المدينة. توسيعات الخط الأحمر قيد الإنشاء في كلا الاتجاهين شمالًا حتى مستوطنة ناڤيه يعقوب وجنوبًا حتى كريات مناحيم. بالإضافة إلى توسعة أخرى إلى مستشفى هداسا. هذه التوسعة تتضمن قسمًا تحت الأرض بدون محطة توقف غرب تقاطع طرق أورا.

### الخط الأحمر
حاليًا من المخطط تمديد الخط الأحمر من كلا الاتجاهين شمالًا حتى مستوطنة نفيه يعقوب في شمال شرق القدس، وجنوبًا حتى حي عين كارم (بالقرب من مستشفى هداسا) في الجنوب الغربي. بالرغم أن هذا التمديد كان في الخطة الأساسية من البداية. في وقت العمل على الخط صرح رئيس البلدية السابق أوري لويوليانسكي أن نفيه يعقوب وعين كارم ستكونا جزءًا لا يتجزأ من الأعمال على الخط. إلا أنه بعد سلسلة من التأخيرات والخلافات وأوجه القصور في شكل العمل بين السلطات الحكومية وسيتي باس قررت الأخيرة عدم مواصلة العمل بتمديد الخط كما هو مخطط وقد أبدت عدم اهمتمامها بذلك. في عام 2008 فازت الشركة الفرنسية إيغيس ريل بعقد قيمته 11.9 مليون يورو لتنفيذ بعض أعمال التصميم. ومع ذلك في مارس 2009 رفضت سيتي باس تنفيذ المشروع. في مايو 2010 أعلنت بلدية القدس أن التمديد سيتم إنشائه من قبل سلطات الدولة وليس من قبل شركة خاصة. يُمثل التمديد من جبل هرتسل إلى مستشفى هداسا تحديًا كبيرًا، حيث سيشمل مسارًا معقدًا مع إنشاء الجسور المعقدة.

### الخط الأزرق
وافقت لجنة التخطيط والبناء على الخط الأزرق في 3 ديسمبر 2017، ومن المقرر افتتاحه في عام 2023. من المخطط أن يمتد من مستوطنة راموت إلى مستوطنة جيلو. حيث سيحل محل خط حافلات يعمل بين المستوطنتين ويسير في مسلك مخصص له. سيشمل قسمًا تحت الأرض في وسط المدينة مع ثلاث محطات تحت الأرض هي مِئَه شِعَرِيم، صفنيا، وبار إيلان. يمتد الخط الأزرق بطول 23 كم من راموت في الشمال الغربي، مرورًا بمركز المدينة، وصولاً إلى تلبيوت وجيلو، ويتفرع إلى المالحة وجبل المشارف. سيحتوي على 42 محطة، ومن المتوقع أن يصل عدد الركاب إلى 250 ألف راكب في اليوم.

### الخط الأخضر
وافقت بلدية القدس على الخط الأخضر في يونيو 2016. سيبلغ طوله 19.6 كم وسيربط حرمي الجامعة العبرية ويستمر جنوبًا عبر تقاطع بات إلى مستوطنة جيلو. سيمر عبر محطة مباني الأمة النهائية  للسكك الحديدية السريعة A1، ثم يقطع مسار الخط الأحمر الحالي ويمتد إلى جبل المشارف. سيحوي على 36 محطة، ومن المتوقع أن يبلغ عدد الركاب 200,000 راكب في اليوم.

## التشغيل
تمتلك الشركة الفرنسية فيوليا للنقل 5% من أسهم سيتي باس، وهدفها الأساسي هو تشغيل القطار الخفيف. واجهت فيوليا ضغوط جماعية من مجموعات تابعة لحركة المقاطعة وسحب الاستثمارات وفرض العقوبات أرادت خروج فيوليا من مشروع القطار الخفيف في القدس. في سبتمبر 2009 وافقت فيلويا على بيع حصتها لشركة دان مقابل 15-20 مليون دولار. إلا أن عملية البيع لم تنجح، وبدلًا من ذلك في أكتوبر 2010 اتفقت فيوليا مع شركة إيجد على بيع حصتها لها، إلا أن الحكومة الإسرائيلية أوقفت البيع.
كان من المقرر أن يستغرق السفر عبر الخط الأحمر 42 دقيقة من بسغات زئيف إلى جبل هرتسل (اعتبارًا من أغسطس 2012، تستغرق الرحلة 46 دقيقة). يعمل الخط من الأحد إلى الخميس من الساعة 5:30 صباحًا حتى 11:30 مساءً، أما في يوم الجمعة فيعمل حتى ساعة قبل غروب الشمس ولا يعمل خلال أيام السبت أو الأعياد اليهودية، ويستأنف العمل بعد نصف ساعة من انتهاء يوم السبت أو الأعياد. ابتداءً من 2 أغسطس 2015 يغادر قطار كل 3 دقائق خلال ساعات الذروة وكل 6 دقائق خلال ساعات النهار والليل. من المتوقع أن ينقل ما يصل إلى 23,000 مسافر في الساعة خلال ساعات الذروة الصباحية. يعمل القطار الخفيف بسرعة قصوى تبلغ 50 كم في الساعة (31 ميلًا في الساعة).

### أسعار التذاكر
| نوع التذكرة   | سعر التذكرة | السعر المخفض                                         |
| ------------- | ----------- | ---------------------------------------------------- |
| رحلة واحدة    | ₪5.90       | ₪3.00 (عجوز أو طالب جامعي أو مرافق مسافر كفيف)       |
| 10 رحلات      | ₪47.20      | ₪29.50 (عجوز أو طالب جامعي)                          |
| 15 رحلة       | -           | ₪59.00 (مستحقو التأمين الوطني أو طالب جامعي أو معاق) |
| 20 رحلة       | ₪94.40      | ₪59.00 (عجوز أو طالب جامعي)                          |
| تذكرة يومية   | ₪13.50      | ₪6.50 (عجوز)                                         |
| تذكرة أسبوعية | ₪64.00      | ₪32.00 (عجوز)                                        |
| تذكرة شهرية   | ₪213.00     | ₪106.50 (عجوز)                                       |

### الركاب
| السنة | الركاب (بالملايين) |
| ----- | ------------------ |
| 2015  | 36.405             |
| 2016  | 37.633             |
| 2017  | 42.457             |

## أحداث

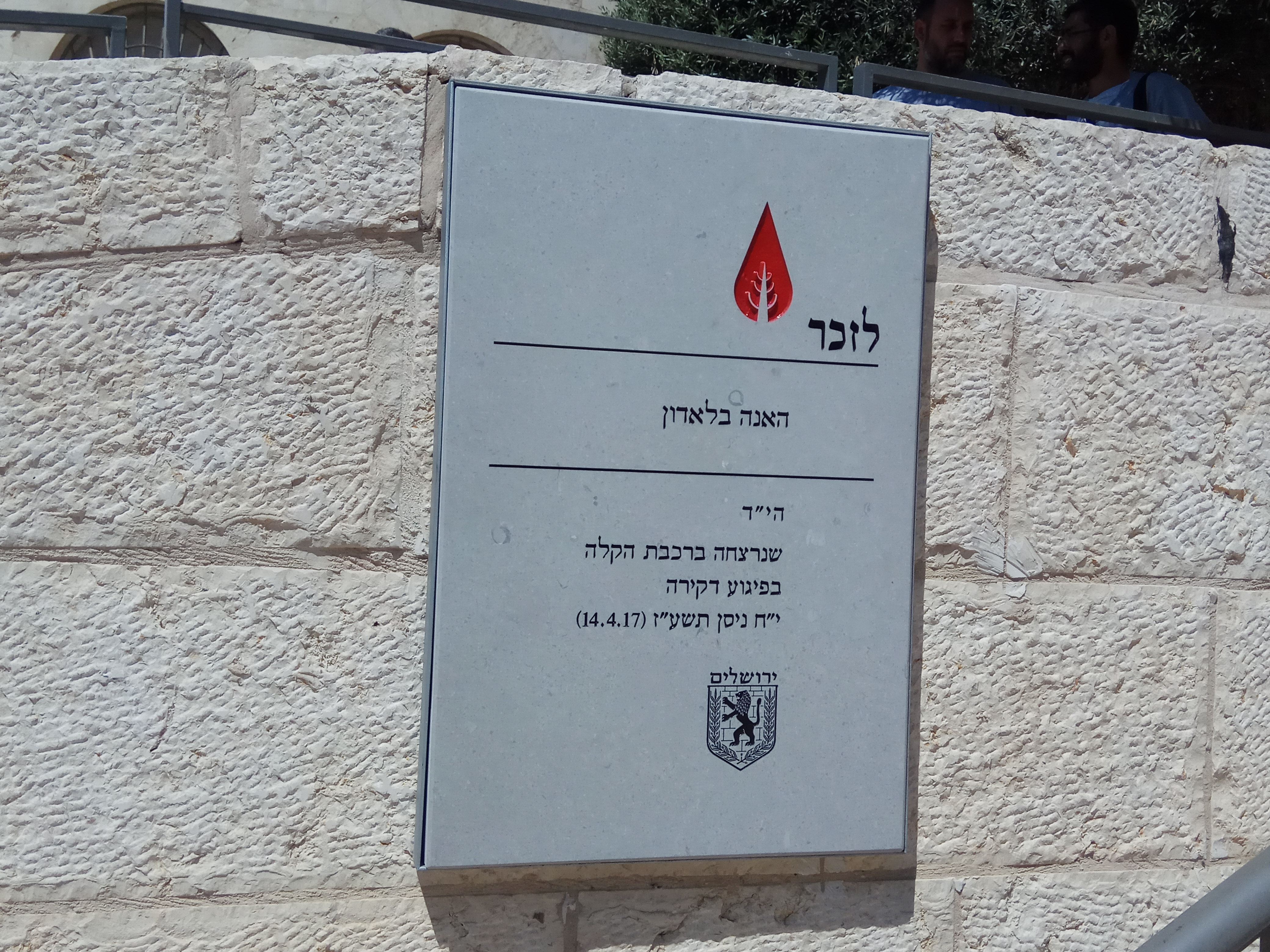
لوحة تذكارية للطالبة هانا بلادون التي قُتلت في القطار الخفيف

في تموز (يوليو) 2014، توقف القطار مؤقتًا عن العمل لعدة أيام في أحياء بسغات زئيف وبيت حنينا وشعفاط، بسبب الأضرار الجسيمة التي لحقت بالبنية التحتية للقطار خلال مظاهرات عنيفة قام بها مقدسيين عرب في أعقاب مقتل محمد أبو خضير. وقدرت الأضرار التي لحقت بالبنية التحتية بعشرات ملايين الشواكل. نتيجةً لذلك، أصبحت محطة "غفعات همِفتار" أكثر المحطات نشاطًا في أقصى الشمال في تلك الفترة. خلال عام 2014، شهد القطار الخفيف العديد من حالات رشق الحجارة على يد المقدسيين العرب خاصةً في الأحياء العربية في شرقي القدس، مما أدى إلى أضرار كبيرة بالقطارات وخروج ثلثها عن الخدمة.
في 14 نيسان (أبريل) 2017 قام مقدسي من راس العامود بطعن طالبة بريطانية تُدعى "هانا بلادون" (20 عامًا) حتى الموت داخل القطار الخفيف في ميدان إِتْسَاهَل.
في 3 كانون الأول (ديسمبر) 2019 وقع أول حادث مروري في إسرائيل يتعلق بقطار خفيف، حيث دُهست فتاة تدعى "تمار فينغشتاين" (19 عامًا)، بعد أن تعرضت على ما يبدو لنوبة صرع مفاجئة بينما كانت تسير بالقرب من مسار القطار، مما أدى إلى اصطدامها به ووقوعها بين عرباته.
في 24 كانون الثاني (يناير) 2021، قام متظاهرون حريديم متطرفون بتحطيم نوافذ عربات القطار، وتخريب محطة "أسباط إسرائيل"، وسكب الخرسانة على سكة الحديد.